# Nakajima C3N
Pour les articles homonymes, voir C3N.
Le Nakajima C3N (aussi connu sous le nom d'avion de reconnaissance embarqué Type 97) est un prototype d'avion de reconnaissance embarqué japonais des années 1930. Conçu par la compagnie aéronautique Nakajima, c'est un monoplan monomoteur à train d’atterrissage fixe. Deux exemplaires sont construits, et malgré l'abandon du projet, ceux-ci mènent des missions de reconnaissance durant la seconde guerre sino-japonaise.

## Développement
En 19356, la compagnie aéronautique Nakajima propose un concept au Service aérien de la Marine impériale japonaise afin de répondre à une demande pour un avion de reconnaissance embarqué. Le concept, désigné Type E par Nakajima, a de nombreux éléments en commun avec le bombardier-torpilleur Nakajima B5N alors développé en parallèle. Le Type S est un monoplan monomoteur à aile basse en métal, avec des ailes pliables vers le haut pour faciliter le stockage sur les porte-avions. À la différence du B5N son train d'atterrissage disposé d'une roulette de queue et est caréné. Son moteur est le même moteur en étoile utilisé par les premiers B5N, le Nakajima Hikari (en). L'équipage est composé de trois membres, installés sous une verrière ; deux mitrailleuses de 7. mm sont installées : l'une fixe tirant vers l'avant, l'autre à l'arrière, orientable et maniée par un mitrailleur.
Les deux premiers prototypes sont terminés en octobre 1936. Après avoir passé les tests et une qualification sur porte-avions, l'avion est officiellement désigné « avion de reconnaissance embarqué Type 97 », ou C3N-1. Il n'est cependant pas mis en production, le B5N étant considéré comme adéquat pour mener des missions de reconnaissance.

## Histoire opérationnelle
Les deux C3N-1 construits sont envoyés en Chine pour une évaluation tactique en 1937, durant les premiers mois de la seconde guerre sino-japonaise. Ils sont utilisés en opérations pour des missions de reconnaissances dans les régions du Hankou et de Shanghai.